# Gleno
Gleno ist die Hauptstadt und Wirtschaftszentrum der osttimoresischen Gemeinde Ermera.

## Geographie

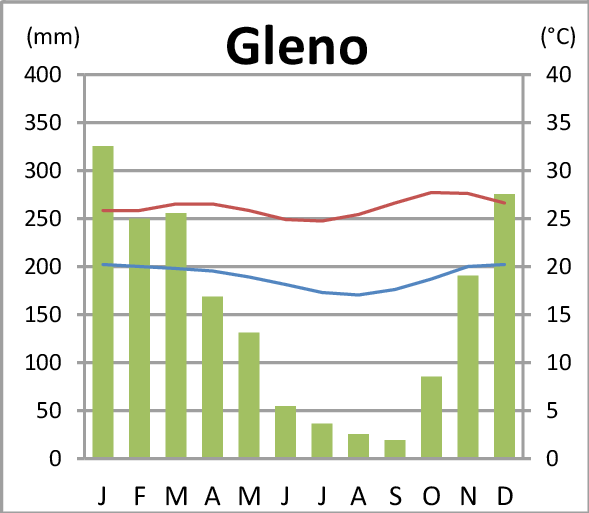
Klimadiagramm von Gleno

Gleno dehnt sich über die Sucos Poetete Vila, Riheu und Talimoro im Verwaltungsamt Ermera und dem Suco Fatuquero im Verwaltungsamt Railaco aus. Die Stadt liegt in einer Meereshöhe von 882 m, südlich des Flusses Rio Gleno, östlich des Rio Goumeca und nördlich des Rio Manolldodo. Durch Gleno fließt der Rio Roumetalena. Alle diese Flüsse sind über den Rio Gleno mit dem System des Lóis verbunden, dem längsten Fluss Osttimors. Zur Landeshauptstadt Dili sind es in Luftlinie etwa 25 km nach Nordosten. Auf der schwierigen Straße durch das Bergland benötigt man für die mehr als 50 km nach Dili etwa zwei Stunden mit dem Auto. Die alte Gemeindehauptstadt Ermera liegt in Luftlinie etwa 5 km südwestlich von Gleno.
Zwischen 2008 und 2010 mass man eine jährliche Niederschlagsmenge von 1845 mm.

## Bevölkerung

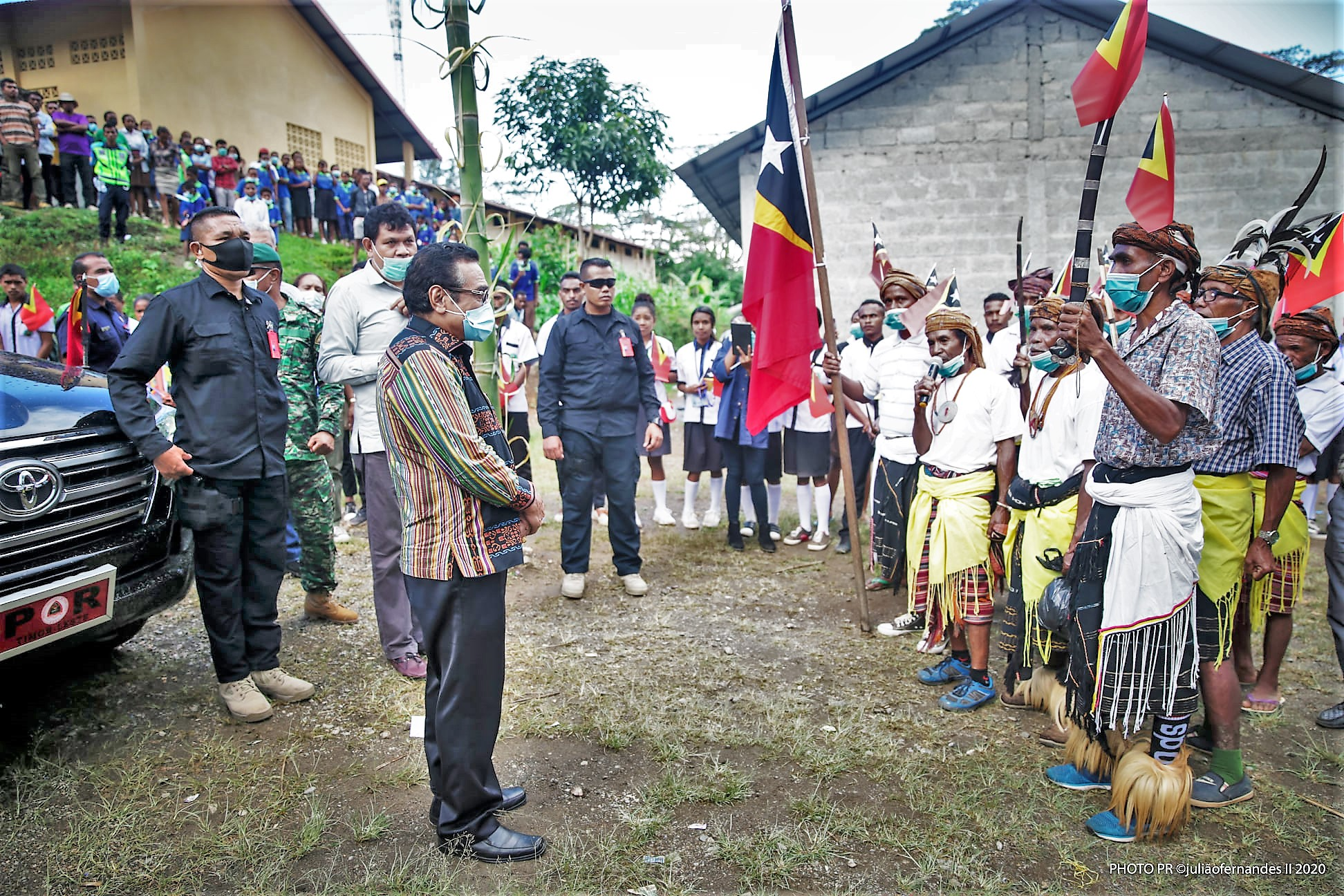
Die Dorfältesten begrüßen Präsident Guterres in Gleno (2020)

Bei der Volkszählung 2022 zählte man 12.546 Menschen, die in den als urban klassifizierten Gebieten der Sucos leben, in die sich Gleno ausdehnt. Darunter sind möglicherweise auch die Einwohner der alten Gemeindehauptstadt Ermera, die zu Poetete gehört. 2010 registrierte man für die Stadt Gleno 8.133 Einwohner.

## Geschichte

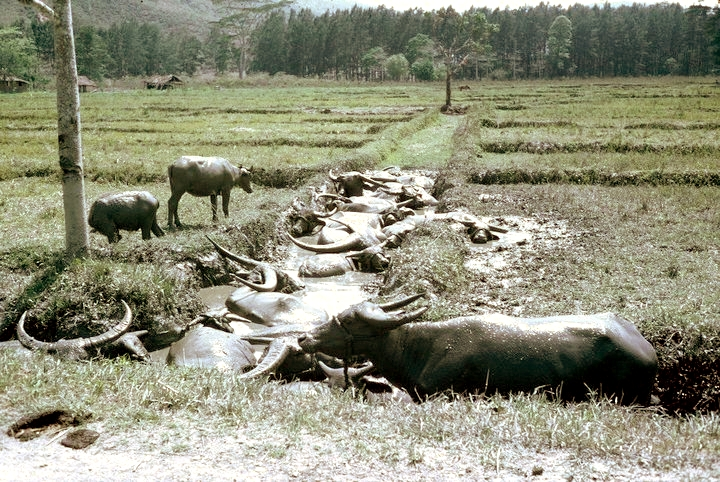
Wasserbüffel im Tal des Flusses Gleno

Anfang 1979 wurden etwa hundert Männer aus der damaligen Distriktshauptstadt Ermera und dem Suco Ponilala von der indonesischen Besatzungsmacht an den Ort gebracht, wo heute die Stadt Gleno steht. Das indonesische Militär zwang die Männer, das bisher unbewohnte Gebiet zu roden und von der Vegetation zu befreien, damit hier die neue Stadt gebaut werden konnte, die nach dem gleichnamigen Fluss im Norden benannt wurde. Erfüllten die Zwangsarbeiter ihr Tagespensum nicht, wurden sie zur Bestrafung gefoltert. Drei Männer, die zu krank zum Arbeiten waren, wurden von den Soldaten umgebracht. Da man in der Zeit keine Gärten anlegen konnte, erfolgte die Versorgung mit Nahrungsmitteln durch das Militär. Als die Arbeiten an der neuen Distriktshauptstadt 1983 beendet waren, stellte das Militär die Versorgung ein. Die Familien der Zwangsarbeiter wurden nun ebenfalls nach Gleno zwangsumgesiedelt. Weil immer noch keine Gärten zur Grundversorgung angelegt worden waren, verhungerten Einwohner. Erst ab 1985 durften sich die Bewohner Glenos frei bewegen.
Gleno litt stark während der Unruhen vor und nach dem Unabhängigkeitsreferendum 1999. Es kam zu großen Zerstörungen. Hier kam es auch zum landesweit schwersten Zwischenfall während der Stimmabgabe. Deutsche Wahlbeobachter berichteten, dass pro-indonesische Milizionäre in die Luft schossen und die Wähler mit Steinen bewarfen. Zwei Personen wurden dadurch verletzt.
Am 22. November 2007 führten die meuternden Soldaten des Rebellen Alfredo Alves Reinado eine Militärparade in Gleno durch, mit der sie deutlich machen wollten, dass sie sich immer noch als Teil der F-FDTL fühlen. Sie forderten damit die Wiederaufnahme in die Verteidigungskräfte. Reinado drohte vor 500 Zuschauern, er würde die Nation wieder destabilisieren und seine „Soldaten runter nach Dili führen“.

## Wirtschaft

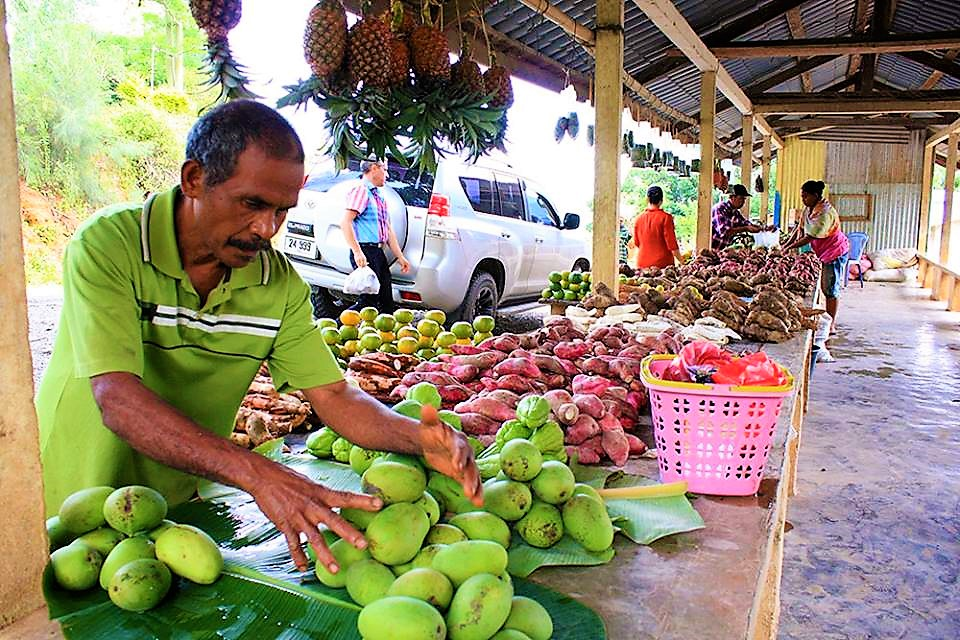
Marktstand in Gleno (2017)

Gleno liegt im Hauptanbaugebiet Osttimors für Kaffee. Zur Verbesserung der wirtschaftlichen Situation plant man die Anpflanzung von Kokospalmen und den Aufbau einer Fischzucht.

## Öffentliche Einrichtungen

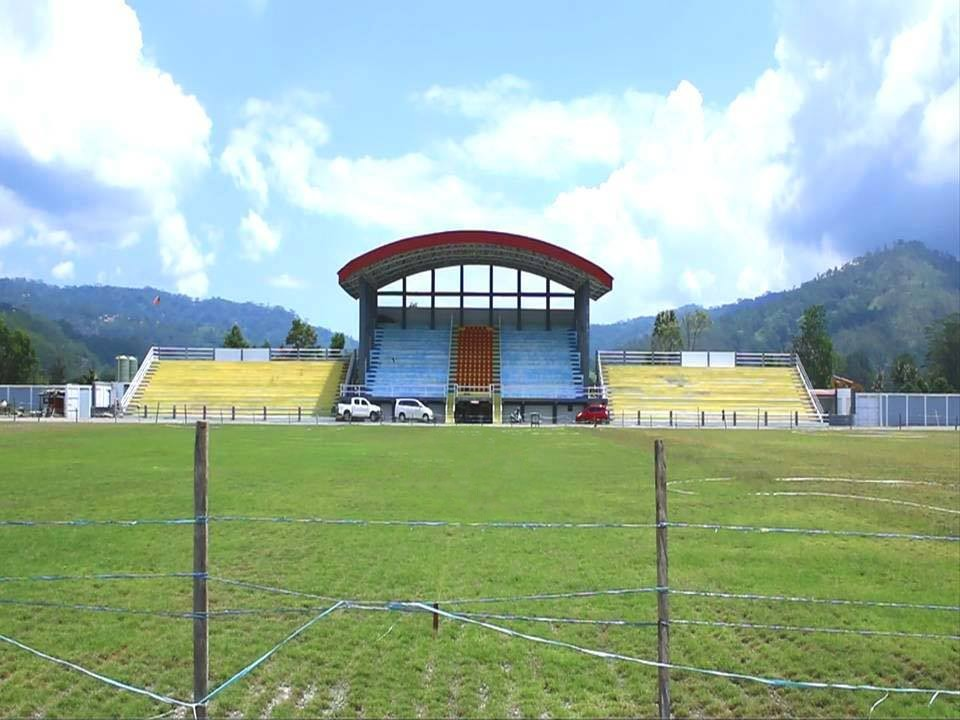
Estádio Ermera (2019)

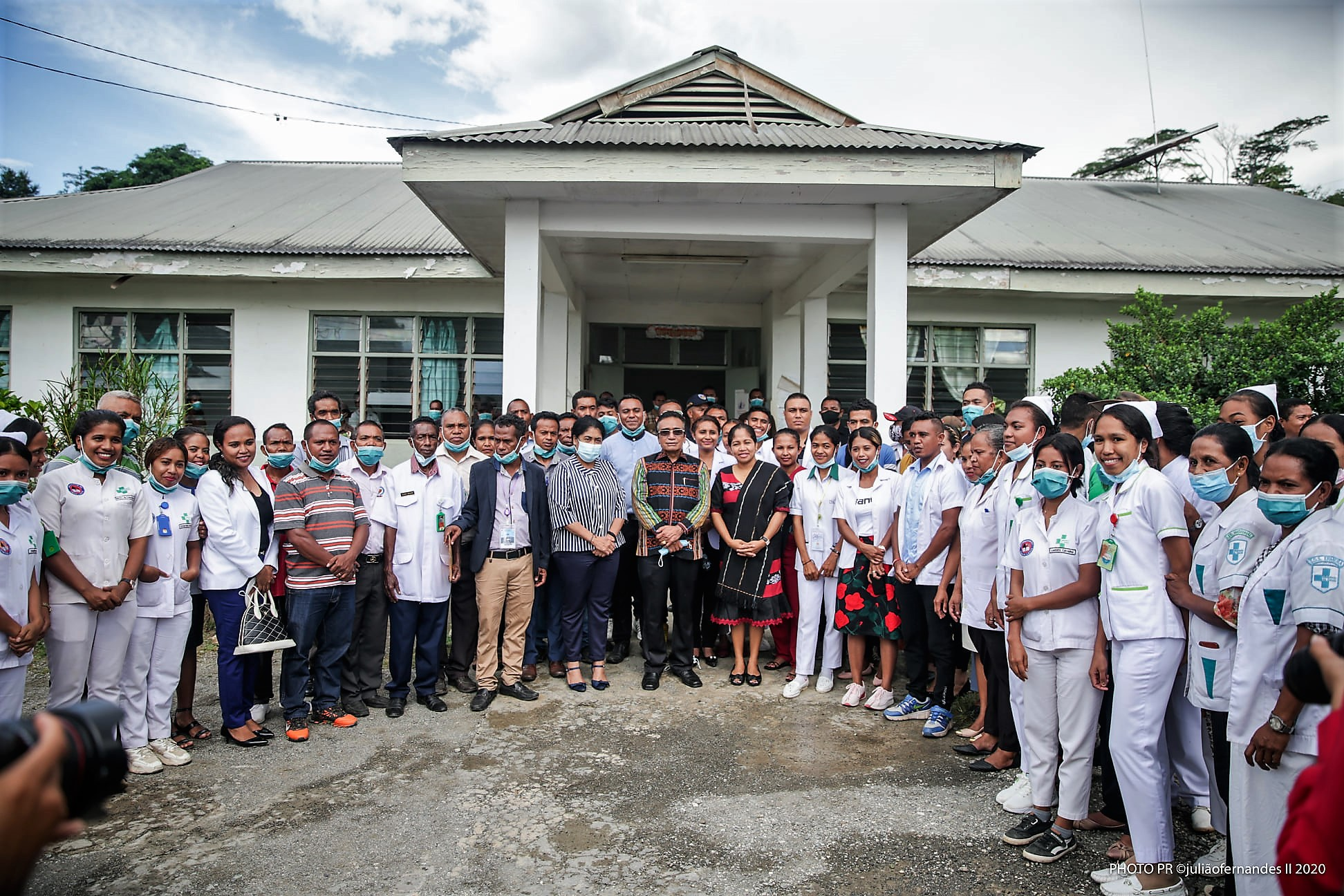
Kommunales Gesundheitszentrum (2020)

In der Stadt befinden sich eine Grundschule (Escola Primaria No. 202 Riheu), eine Prä-Sekundärschule und zwei Sekundärschulen, die Nino Konis Santana High School und die Escola Secundaria Gleno. Außerdem das Ermera-Stadion (Estádio Ermera), eine Polizeistation, ein Hubschrauberlandeplatz, ein kommunales Gesundheitszentrum und ein kleines Waisenhaus.
Das East Timor Coffee Institute (Instituto de Café de Timor-Leste, ETCI) ist eine staatlich anerkannte Hochschule in Gleno.
Das Fußballstadion Estádio Café Ermera wurde am 20. August 2019 eingeweiht.

## Persönlichkeiten
Der ehemalige Freiheitskämpfer und Attentäter vom 11. Februar 2008 Alfredo Alves Reinado wuchs in Gleno auf.